# Giovanni Rivara

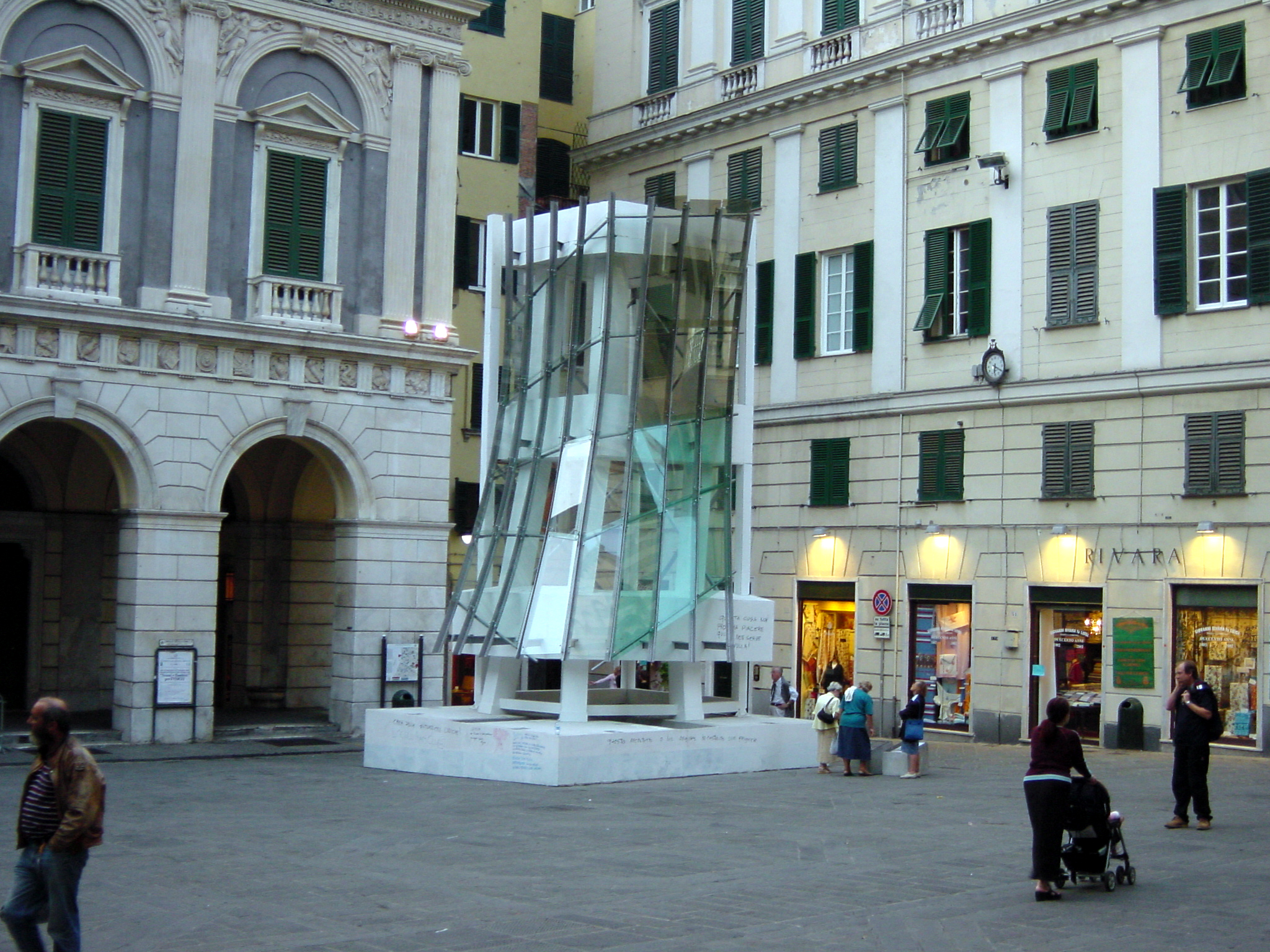
L'antico negozio della ditta Rivara fotografato in occasione di Genova capitale europea della cultura (2004)

Giovanni Rivara (Genova, 21 luglio 1848 – Genova, 6 dicembre 1901) è stato un imprenditore italiano, noto per aver fondato e finanziato il quotidiano di ispirazione cattolica Il Cittadino.

## Biografia
Giovanni Rivara nacque a Genova nel 1848. Ereditò e ampliò l'attività commerciale del padre, la Ditta Rivara fondata nel 1802, un avviato negozio di telerie situato in Piazza San Lorenzo a Genova.
Divenne membro del consiglio di amministrazione della Banca d'Italia e l'anima di parecchie associazioni cattoliche. Nel 1873 con l'architetto Maurizio Dufour fonda il giornale quotidiano "Il Cittadino" ; la testata era schierata a difesa del partito clericale, pur non dimenticando, nella sua visione, che dopo Dio e la Chiesa, esisteva anche un'Italia, libera e unita in Roma sotto il governo di casa Savoia.
I frati Cappuccini lo assistettero durante la malattia che lo condusse alla morte, nel 1901. Accanto all'infermo era spesso presente padre Pietro da Voltaggio, suo confessore, e al momento della sua morte gli furono vicino gli amici più intimi, alcuni venuti espressamente da Roma.
La notizia della sua morte fu telegrafata al segretario di stato vaticano, cardinal Rampolla, perché la comunicasse al Papa Leone XIII il quale, proprio alcuni giorni addietro, aveva inviato al Rivara la sua apostolica benedizione.